# Нумии
Нумиите (gens Nummia) са фамилия от Древен Рим. Произлизат от Беневентум, от ' ' Umbrii Primi' ' от Compsa (днес Конза).
Известни от фамилията:
- Тит Рустий Нумий Гал, суфектконсул 34 г.
- Нумий Албин, половин брат на римския узурпатор Дидий Юлиан.[1]
- Марк Нумий Сенецио Албин (консул 206 г.), консул 206 г., Pontifex Maximus 199 г.
- Марк Нумий Сенецио Албин, консул 227 г.
- Нумий Цейоний Албин, Управител на Рим 256 г.
- Марк Нумий Сенецио Албин (консул 263 г.), суфектконсул 256 г., консул 263 г.
- Марк Нумий Туск, консул 258 г.
- Марк Нумий Туск (консул 295 г.), консул 295 г.
- Нумия Албина, дъщеря на Нумий Албин (консул 263 г.), съпруга на Гай Цейоний Руфий Волузиан
- Емилиан (наричан и Нумий Емилиан Декстер), консул 259 г.
- Марк Нумий Албин, консул 345 г.
  - Нумий Секунд